# Černý potok (dorzecze Nysy Kłodzkiej)
Černý potok – potok górski w północnych Czechach w części źródłowej płynie w Sudetach Wschodnich, w Górach Złotych czes. Rychlebské hory, w większości na Przedgórzu Paczkowskim (czes. Žulovská pahorkatina). Górska rzeka o długości około 14,4 km, prawy dopływ Vidnavki, jest ciekiem IV rzędu należącym do dorzecza Odry, zlewiska Morza Bałtyckiego.

## Położenie
Źródło rzeki położone jest w Czechach w kraju ołomunieckim (czes. Olomoucký kraj), w okresie Jeseník w południowo-wschodniej części Gór Złotych (czes. Rychlebské hory) na wysokości ok. 505 m n.p.m., na północnym stoku między wzniesieniami: Zelená hora (654 m) po zachodniej stronie i Žulový vrch (719 m) po wschodniej.

## Charakterystyka
Rzeka w części źródliskowej płynie zalesionym zboczem w kierunku północnym do szerokiej doliny, którą płynąc do miejscowości Černá Voda kilkakrotnie zmieniając kierunek opływa sąsiadujące z doliną wzniesienia. Po przepłynięciu 2,4 km wpływa pomiędzy zabudowania miejscowości Černá Voda, gdzie skręca na północny wschód. Na poziomie 300 m n.p.m. rzeka opuszcza zabudowany teren i skręca na północ wpływając w zalesiony pagórkowaty teren. Meandrując między wzgórzami płynie w kierunku ujścia, gdzie na wysokości ok. 245 m n.p.m. w centrum miejscowości Velká Kraš uchodzi do rzeki III rzędu Vidnavki prawego dopływu Nysy Kłodzkiej. Koryto potoku kamienisto-żwirowe słabo spękane i na ogół nieprzepuszczalne. Zasadniczy kierunek biegu potoku jest północny. Jest to potok górski odwadniający wschodnią część masywu Gór Złotych. Potok w górnym biegu dziki, w środkowym biegu częściowo uregulowany. W większości swojego biegu płynie lasem, brzegi w 90% zadrzewione. Potok charakteryzuje się dużymi niewyrównanymi spadkami podłużnymi i zmiennymi wodostanami.
W przeszłości potok nosił nazwę: górny bieg nosił nazwę  Schwarzwasser a dolny Jüppelbach .

## Inne
W dolnym biegu rzeka meandrując wśród zalesionych wzgórz tworzy bardzo uroczy zakątek. Wzdłuż tego odcinka rzeki prowadzi szlak rowerowy Rychlebské stezky.

## Dopływy
- lewe – Plavný potok oraz 6 strumieni bez nazwy.
- prawe – Mariánský potok, Červený potok, oraz 12 strumieni bez nazwy.